# خاصلو
خاصلو یکی از روستاهای استان آذربایجان شرقی است که در بخش گوگان شهرستان آذرشهر واقع شده است. این روستا دارای جمعیتی بالغ بر ۱۰۰۰ نفر و سیصد خانوار می‌باشد. که دارای آب هوای جلگه‌ای و نسبتاً معتدل است.
بزرگ‌ترین خاندان این روستا طایفهٔ فتحعلی بوده که نسل به نسل خان و ارباب روستای خاصلو بوده‌اند و از دوران‌های قدیم و ریش سفیدان روستا و منطقه بدان شهادت داده‌اند. با توجه به تعاریف بزرگان که سینه به سینه گشته، شجرهٔ طایفهٔ فتحعلی، آخرین خان و ارباب روستا، حاج ابوالفضل خان و پدر ایشان حاج لطف‌الله خان و پدر این خان بزرگ هم بنیاد خان بوده است. تقریباً کل زمین‌های روستای خاصلو و زمین‌های اطراف آن مال این خاندان بوده که بعداً اکثرا بخشش شده و کمی نیز فروخته شده است. اطلاعات دیگری درمورد ارباب‌ها در دسترس نیست. هم‌اکنون نیز نسل طایفه فتحعلی در روستای خاصلو و منطقه با نام فامیلی وکیلی زندگی می‌کنند. لازم است ذکر شود تنهاترین مدرسهٔ خاصلو بنام مدرسهٔ محسن وکیلی بوده که از اراضی حاج ابوالفضل خان جهت احداث هدیه گردیده است و ضمناً آرامستان خاصلو نیز از اراضی حاج ابوالفضل خان بوده که جهت خدمت رسانی به اهالی خاصلو اهدا گردیده است. یادآور می‌شود که مردم روستا به علت حمایت‌های مکرر این خاندان ارادت ویژه نسبت به آنان دارند و با لقب وکیل باشی شهرت یافته‌اند چنانچه از کردستان گرفته تا مرز بازرگان تمامی خان‌های اصیل مناطق وکیل باشی را می‌شناسند و همواره ارادت خود را نشان داده‌اند. در اسناد قدیمی موجود در آذرشهر و ممقان و تبریز تمام مطالب مذکور ثبت و ضبط شده است.